# Irène (Voltaire)
Pour les articles homonymes, voir Irène.
Irène est une tragédie en 5 actes et en vers de Voltaire, représentée pour la première fois au Théâtre-Français le 16 mars 1778. C’est la dernière pièce de théâtre de sa création qu’il ait vu à la scène.

## Historique
Voltaire a cherché à faire passer, en 1777, Irène pour un ouvrage qu’il venait de composer, mais sa correspondance montre qu’il s’est occupé de cette tragédie plus de vingt ans avant sa sortie. 

## Représentations
Une lecture de la pièce a eu lieu à Ferney, le 23 octobre. Elle a été jouée dans son théâtre privé à l’occasion du mariage des deux amis et protégés de Voltaire, le marquis de Villette et Reine Philiberte de Varicourt, le 12 novembre 1777.

## Distribution
| Personnages.                           | Comédiens Français ordinaires du Roi, 16 mars 1778. |
| -------------------------------------- | --------------------------------------------------- |
| Nicéphore, empereur de Constantinople. | Charles Joseph Vanhove (d)                          |
| Irène, femme de Nicéphore.             | Rose Vestris                                        |
| Alexis Comnène, prince de Grèce.       | François-René Molé                                  |
| Léonce, père d’Irène.                  | Brizard                                             |
| Memnon, attaché au prince Alexis.      | Monvel                                              |
| Zoé, suivante d’Irène.                 | Mlle Saint-Val cadette                              |
| Officier.                              | Dusaulx                                             |
| Gardes.                                |                                                     |

La scène est dans un salon de l’ancien palais de Constantin.

## Trame
Irène, princesse du sang des Comnènes, contrainte par l’ambition de ses parents d’épouser Nicéphore Botoniate, usurpateur de l’empire d’Orient, aime le prince Alexis Comnène. Placé par Nicéphore à la tête des armées de l’empire, vainqueur de ses ennemis, celui-ci revient, sans en avoir reçu l’ordre, à Constantinople, où il revoit Irène. Sur le refus d’Alexis de retourner à son camp, Nicéphore ordonne à Memnon, commandant de sa garde, la mort d’Alexis et la détention d’Irène, mais Memnon, ami d’Alexis, attaché de tout temps au sang des Comnènes, et ennemi secret du tyran, propose à son ami d’affronter l’usurpateur. Il lui promet son assistance et lui répond de la troupe qu’il commande. Vaincu par Alexis mais épargné, Nicéphore est tué par le peuple. Alexis monte sur le trône. Sur l’insistance de son père, Léonce, au nom de la gloire et de l’honneur, Irène renonce à son amour pour Alexis et entre dans un couvent, comme veuve. Furieux que Léonce le prive de son amour, Alexis le fait arrêter. Irène convainc Alexis de le libérer, puis se tue, alors qu’Alexis avait convaincu le vieux Léonce de lui donner la main de sa fille, et venait, plein de joie lui apporter cette heureuse nouvelle. Sa joie de l’infortuné se change bientôt en douleur affreuse, à l’aspect d’Irène expirante et baignant dans son sang. Il veut se donner la mort, mais Memnon lui arrache son épée, et le force à conserver une existence qu’il doit au service de l’État.

## Réception

Couronnement de Voltaire sur le Théâtre-Français, le 30 mars 1778.

Cette tragédie n’est pas la meilleure de l’auteur, mais elle a été très applaudie en raison de la présence même de Voltaire à Paris et du culte rendu au philosophe par les Parisiens. Le public a jugé cette pièce avec d’autant plus d’indulgence qu’il l’a regardée comme l’ouvrage d’un homme de quatre-vingt-trois ans. Les beaux détails dans cette tragédie, qu’il semblait avoir abandonnée, appartiennent à l’époque où il avait commencé d’y travailler. Le cinquième acte, et surtout le monologue d’Irène qui le termine, est bien réellement de sa vieillesse, et il n’a rien écrit de plus faible.
La pièce a eu, dans sa nouveauté, sept représentations. Malade, Voltaire n’avait pu assister à la première, mais pendant tout le temps de cette représentation, des messagers de la Comédie-Française étaient chargés de dire à l’auteur que tout allait bien, que sa pièce était portée aux nues. Comme on avait eu soin de lui cacher que sa tragédie avait été un succès de convenance, il a demandé quels étaient les vers qui y avaient été applaudis dans Irène et il a été ravi quand on lui a répondu que c’étaient ceux contraires au clergé. Galvanisé, il a promis de se montrer au Théâtre-Français et, à cette annonce, il y a eu au théâtre une foule énorme, chaque jour, à tel point que les sociétaires de la Comédie-Française se sont mis à exploiter cette réclame d’un nouveau genre, en faisant répandre chaque matin, dans le public, la nouvelle que le soir on verrait Voltaire chez eux.
Ce n’est qu’à la sixième, le 30 mars, qu’âgé de 84 ans très malade, Voltaire a pu assister à son triomphe. Les abords pour la Comédie-Française étaient encombrés d’une foule impatiente de le contempler. Dès que sa voiture est apparue, un immense cri de joie a retenti aux acclamations de : vive Voltaire ! à n’en plus finir. Lorsqu’il est descendu de son carrosse, la foule voulait le porter en triomphe, et on a eu de la peine à l’en arracher. À son entrée à la Comédie, il a été dirigé vers la loge des gentilshommes de la chambre, en face de celle du comte d’Artois. Une fois installé au premier rang auprès des dames. Alors on a crié : « la Couronne ! » et le comédien Brizard est venu la lui mettre sur la tête : « Ah Dieu ! vous voulez donc me faire mourir ! » s’écriait Voltaire, pleurant de joie et se refusant à cet honneur. Il a pris cette couronne à la main et l’a présentée à Belle et Bonne, qui la refusait, lorsque le prince de Bauveau, saisissant le laurier, l’a remis sur la tête du poète, qui n’a pu résister cette fois. Une fois la pièce jouée et le rideau tombé, celui-ci s’est relevé, montrant le buste de Voltaire, qui avait été placé depuis peu dans le foyer de la Comédie-Française. Le buste avait été apporté au théâtre et élevé sur un piédestal : tous les comédiens l’entouraient en demi-cercle, des palmes et des guirlandes à la main. Une couronne était déjà sur le buste, et Rose Vestris a lu ces vers, improvisés par le marquis de Saint-Marc :
Aux yeux de Paris enchanté, 

Reçois en ce jour un hommage, 

Que confirmera d’âge en âge 

La sévère postérité. 

Non, tu n’as pas besoin d’atteindre au noir rivage, 

Pour jouir des honneurs de l’immortalité, 

Voltaire, reçois la couronne 

Que l’on vient de te présenter ;

Il est beau de la mériter, 

Quand c’est la France qui la donne !
On a crié bis, et l’actrice a recommencé. Après, chacun est allé poser sa guirlande autour du buste. Alexandrine Fanier l’a embrassé et tous les autres comédiens l’ont suivie.

## Analyse
Alors que l'Orphelin de la Chine a été critiqué pour le caractère très français, voire français du XVIIIe siècle de son héroïne, Idamé, dont la morale n’a rien de confucéen, malgré les prétentions de Voltaire à « professer hardiment la morale de Confucius », Irène est, quant à elle, bien typiquement confucéenne.